# Saint-Martial (Ardèche)
Saint-Martial település Franciaországban, Ardèche megyében. Lakosainak száma 271 fő (2022. január 1.). Saint-Martial Arcens, Borée, Sagnes-et-Goudoulet, Saint-Andéol-de-Fourchades és Sainte-Eulalie községekkel határos.

## Népesség
A település népessége az elmúlt években az alábbi módon változott:
| Lakosok száma | 496  | 339  | 266  | 273  | 241  | 241  | 251  | 267  | 268  | 271  |
|               | 1968 | 1982 | 1990 | 2006 | 2013 | 2015 | 2017 | 2019 | 2020 | 2022 |